# Melasina corniculata
Melasina corniculata är en fjärilsart som beskrevs av Edward Meyrick 1931. Melasina corniculata ingår i släktet Melasina och familjen säckspinnare. Inga underarter finns listade i Catalogue of Life.